# 遠野物語 (映画)
『遠野物語』（とおのものがたり）は、1982年に公開された日本の映画。監督は村野鐵太郎。
柳田國男の「遠野物語」と、阿伊染徳美の「わがかくし念仏」を原作としているが、柳田の「山の人生」からも材を採り、これらの作品の世界に時空を超えた愛の物語を絡めた、ほぼオリジナルの脚本となっている。
岩手放送（現・IBC岩手放送）開局30周年記念映画として制作され、1982年（昭和57年）10月6日、岩手県民会館で完成披露試写会が行われ、12月17日より全国上映された。

## あらすじ
明治三十七年、岩手県南部、遠野郷。

土地の豪農、佐々木家の一人娘・小夜が十六歳の誕生日を迎え、寺ではオシラサマの祭りが執り行われた。帰途、玉依御前と契った日月の白馬が吊され殺されたという満開の桜の巨木の下で、小夜はオシラサマの伝説に思いを致す。

その夜、兵役を終えた菊地家の武夫は、佐々木家に挨拶に訪れ、厩舎にいた美しい白馬に魅せられる。約束通り帰ってきてくれた、と小夜は武夫の無事を喜ぶが、武夫は無言で去っていく。
ほどなくして白馬の世話をする馬小作として佐々木家で働き始めた武夫に、小夜は思いを伝えるが、「もう住む世界が違う」と言われてしまう。菊地家は、かつては佐々木家と並び称された名家で、武夫と小夜は許嫁の約束をしていたが、武夫の父が事業に失敗し没落、二人の縁談も過去の話となってしまっていた。

日露戦争が激化し、村の青年達も召集されてゆく中、お互いの変わらぬ強い思いを確認し合った武夫と小夜だったが、武夫は全てを振り切るように姿を消す。
やがて、小夜の元に武夫から美しい着物が届けられ、武夫の出征を知った小夜は、オシラサマの前で髪を切り、いつまでも武夫を待つと両親に告げる。

そして嵐の夜、純白の軍服を着た武夫が白馬に乗って小夜を迎えにくる。白馬は無数の鬼火の中を駆け抜け、二人を明王堂へと運ぶ...。

## キャスト
- 小夜：原陽子
- 武夫：隆大介
- 巫女：江波杏子
- 雅子（小夜の母）：藤村志保
- 徳太郎（小夜の父）：滝田裕介
- 初太郎（小夜の兄）：役所広司
- 健次：貞永敏
- とき：片桐夕子
- しの：丘祐子
- 芳雄（武夫の兄）：峰岸徹
- 静（武夫の母）：川口敦子
- 菊蔵：井川比佐志
- 市太郎：稲葉義男
- 留吉：冷泉公裕
- 清太郎：早川雄三
- 新太郎：本郷淳
- 久蔵：飛田喜佐夫
- はつ：斉藤真理子
- きく：野崎あけみ
- 健次の弟：水島正年
- 嘉兵衛：葉山良二
- 役場の職員：夏木章
- 石を拾う老婆：菅井きん
- 昔語りの老婆：長岡輝子
- ：北林谷栄
- 乙蔵：仲代達矢
- 白馬：ビギナーズラック[2]

## スタッフ
- 企画：河野逸平、原正人
- 制作：太田俊穂、佐藤正之、村野鐵太郎
- プロデューサー：菅原正、久原正之
- 原作：柳田國男「遠野物語」、阿伊染徳美「わがかくし念仏」
- 監督：村野鐵太郎
- 脚本：髙山由紀子
- 撮影：吉岡康弘
- 音楽：姫神せんせいしょん
- 録音：日吉裕治
- 照明：山田和夫
- 編集：諏訪三千男
- 監督補：笠倉隆
- 撮影補：馬場順一
- 結髪：小田節子
- 衣装：新井喜一
- 音楽効果：小倉信義
- 記録：宮崎信恵
- スチール：西川ひろし
- 助監督：鈴木政信、吉岡敏朗
- 撮影助手：下元哲
- 照明助手：熊谷茂、浅井勉
- 美術助手：中道正伸、正田俊一郎
- 編集助手：磯谷実
- ネガ編集：青木千恵
- 製作助手：北島和久、渡辺螢子
- 俳優担当：北川義浩、進藤淳一
- 宣伝担当：高橋渡（ヘラルド・エース）
- 題字：高山辰男
- 絵：阿伊染徳美
- 資料提供：伊藤清司、浦田穂一
- 現地協力：墨井卓也（朝日村）、藤田和夫（遠野市）
- 薩摩琵琶指導：川野虎男、武登
- 馬術指導：日本中央競馬会

## エピソード
- 主演の原陽子にとって（無名塾公演以外では）本作が初仕事。
- 南部曲り屋・千葉家が撮影で使用されているが、屋内を撮影の為に貸したのは本作が初めてである。家の中の撮影について躊躇していたが、家人が仲代達矢の大ファンだったため、彼が出演すると聞いて快諾したという[2]。
- 鬼火の発色に苦慮し、岩手大学薬学部に問い合わせて二硫化炭素に決定した[2]。
- サレルノ国際映画祭でグランプリを受賞したが、その折、この映画をアルベルト・クラリチア サレルノ市長（当時）が鑑賞した事が切っ掛けで、遠野市とサレルノ市は姉妹都市提携を結ぶことになった[3]。

## 受賞歴
- 第35回サレルノ国際映画祭グランプリ
- 第37回毎日映画コンクール[4]
  - 日本映画優秀賞

## ロケ地
- 岩手県遠野市 - 南部曲り家・千葉家、旧宮守村
- 山形県鶴岡市 - 湯殿山注連寺・七五三掛桜

## 参考・関連記事
1. ↑  IBC岩手放送ホームページ http://www.ibc.co.jp/about/
2. 1 2 3  「NO.28 1983年 月刊イメージフォーラム2月号 -製作ノート〈遠野物語〉」（ダゲレオ出版、1983年）129-130頁、137-138頁、144-145頁
3. ↑  遠野市社会科副読本WEB版 〜ふるさと遠野〜http://www.tonotv.com/members/fukudokuhon/koumin04_2.htm
4. ↑  “毎日映画コンクール 第37回（1982年）”. 毎日新聞デジタル.   毎日新聞社. 2025年6月26日閲覧。

- 「NO.850 キネマ旬報 12月下旬号 -特集:遠野物語」（キネマ旬報社、1982年）